# Stephen Mitchell
Stephen Mitchell   (Brooklyn, 3 de gener de 1943) és un poeta, traductor, acadèmic, i antologista. Va estudiar al Amherst College, la Universitat de París, i la Universitat Yale. Les moltes traduccions de Mitchell inclouen el Tao Te Ching, Gilgamesh, la Ilíada, l'Odissea, el Bhagavad Gita, i El Llibre de Job,

## Llibres

### Poesia
- Parables and Portraits, HarperCollins, 1990, ISBN 0-06-092532-9

### Ficció
- The Frog Prince: A Fairy Tale for Consenting Adults, Harmony Books, 1999, ISBN 0-609-60545-3
- Meetings with the Archangel: A Comedy of the Spirit, HarperCollins, 1998, ISBN 0-06-018245-8

### No ficció
- A Thousand Names for Joy: Living in Harmony with the Way Things Are (with Byron Katie), Harmony Books, 2007, ISBN 0-307-33923-8
- Loving What Is: Four Questions That Can Change Your Life (with Byron Katie), Harmony Books, 2002, ISBN 1-4000-4537-1
- The Gospel According to Jesus, Harper Perennial 1993, ISBN 0-06-092321-0

### Traduccions i adaptacions
- The Odyssey, Atria Books (Simon & Schuster), 2013, ISBN 978-1-4516-7417-0
- The Iliad, Free Press, 2011, ISBN 978-1-4391-6337-5
- The Second Book of the Tao, Penguin Press, 2009, ISBN 1-59420-203-6
- Gilgamesh: A New English Version, Free Press, 2004, ISBN 0-7432-6169-0
- Bhagavad Gita: A New Translation, Harmony Books, 2002, ISBN 0-609-81034-0
- Real Power: Business Lessons from the Tao Te Ching (with James A. Autry), Riverhead Books, 1998, ISBN 1-57322-089-2
- Full Woman, Fleshly Apple, Hot Moon: Selected Poems of Pablo Neruda, HarperCollins, 1997, ISBN 0-06-018285-7
- Genesis: A New Translation of the Classic Biblical Stories, Harper Collins, 1996, ISBN 0-06-092856-5
- Ahead of All Parting: The Selected Poetry and Prose of Rainer Maria Rilke, Modern Library, 1995, 0-67-960161-9
- A Book of Psalms: Selected and Adapted from the Hebrew, Harper Perennial, 1994, ISBN 0-06-092470-5
- The Selected Poetry of Dan Pagis, University of California Press, 1996, ISBN 0-520-20539-1
- Tao Te Ching, HarperCollins, 1988, hardcover ISBN 0-06-016001-2, paperback ISBN 0-06-016001-2, ISBN paperback P.S. edition 0-06-114266-2, pocket edition ISBN 0-06-081245-1, illustrated edition ISBN 0-7112-1278-3
- The Book of Job, Harper Perennial, 1992, ISBN 0-06-096959-8
- The Selected Poetry of Yehuda Amichai (with Chana Bloch), University of California Press, 1996, ISBN 0-520-20538-3
- The Sonnets to Orpheus by Rainer Maria Rilke, Simon & Schuster, 1985, ISBN 0-671-55708-4
- The Lay of the Love and Death of Cornet Christoph Rilke by Rainer Maria Rilke, Graywolf Press, 1985, ISBN 0-910457-02-6
- Letters to a Young Poet by Rainer Maria Rilke, Random House, 1984, ISBN 0-394-74104-8
- The Notebooks of Malte Laurids Brigge by Rainer Maria Rilke, Random House, 1983, ISBN 0-679-73245-4
- The Selected Poetry of Rainer Maria Rilke, Random House 1982, ISBN 0-394-52434-9, Vintage, 1989, ISBN 0-679-72201-7
- "Tao Te King", Lao Tseu, Synchronique Editions Arxivat 2015-10-25 a Wayback Machine., 2008
- "Tao Te King, Un Voyage Illustré", Lao Tseu, Synchronique Editions Arxivat 2015-10-25 a Wayback Machine., 2008
- "Tao Te King", édition Poche, Lao Tseu, Synchronique Editions Arxivat 2015-10-25 a Wayback Machine., 2012
- "Gilgamesh, la quête de l'immortalité", traducteur français Aurélien Clause, Synchronique Editions Arxivat 2015-10-25 a Wayback Machine., 2013